# Saint-Pierre-de-Chignac
Saint-Pierre-de-Chignac település Franciaországban, Dordogne megyében. Lakosainak száma 944 fő (2022. január 1.). Saint-Pierre-de-Chignac La Douze, Boulazac Isle Manoire, Bassillac et Auberoche, Saint-Crépin-d’Auberoche és Saint-Geyrac községekkel határos.

## Népesség
A település népessége az elmúlt években az alábbi módon változott:
| Lakosok száma | 675  | 718  | 771  | 776  | 860  | 867  | 871  | 885  | 889  | 944  |
|               | 1968 | 1982 | 1990 | 2006 | 2013 | 2015 | 2017 | 2019 | 2020 | 2022 |